# 压电电子学

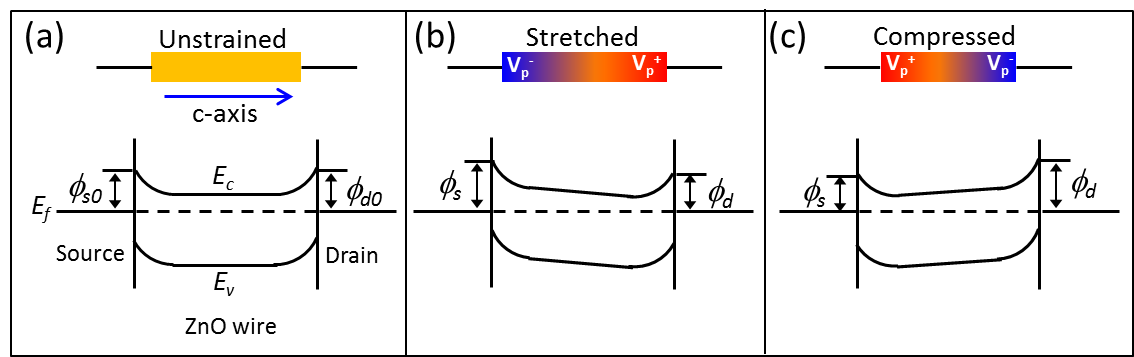
两端通过电极固定在柔性衬底上的压电电子器件的工作原理。由应变产生的沿着压电材料分布的压电电势将会使两端接触处肖特基势垒的高度沿相反的方向改变：负的压电电势提高局域势垒的高度，而正的压电电势降低局域势垒高度。这种对肖特基势垒的非对称调节作用就是压电电子效应。

压电电子效应 是利用压电电势作为“门”电压对电荷载流子的传输特性进行调整和控制，可以用于制备新型的电子器件。压电电子学的基本原理是由佐治亚理工学院的王中林教授在2007年提出来的。
基于这个效应，已经制备了一系列的电子器件，包括压电电场栅控的场效应晶体管, 压电电场控制的二极管,  应变传感器, 力/流量传感器, 混合 场效应晶体管, 压电 逻辑门电路, 机电 存储器, 等等. 压电电子器件被认为是一个新的半导体器件种类。 压电电子学在传感器，人机交互技术，微机电系统，纳米机器人，以及有源柔性电子学等领域都可能具有重大的应用前景。

## 机制

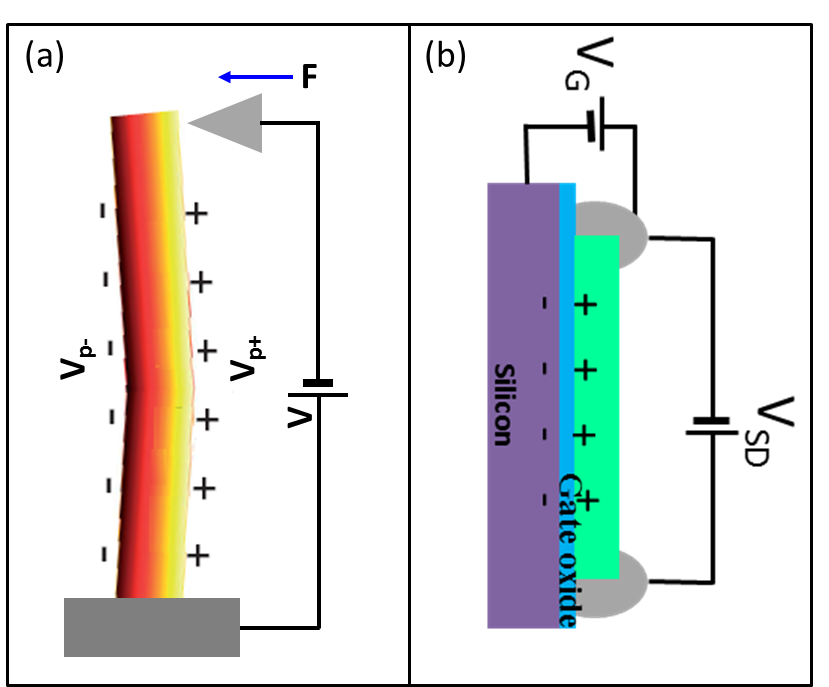
压电材料一端被固定的压电电子器件的工作原理。诱发的压电电势分布与传统场效应晶体管中所施加的门电压类似，如图（b）所示。

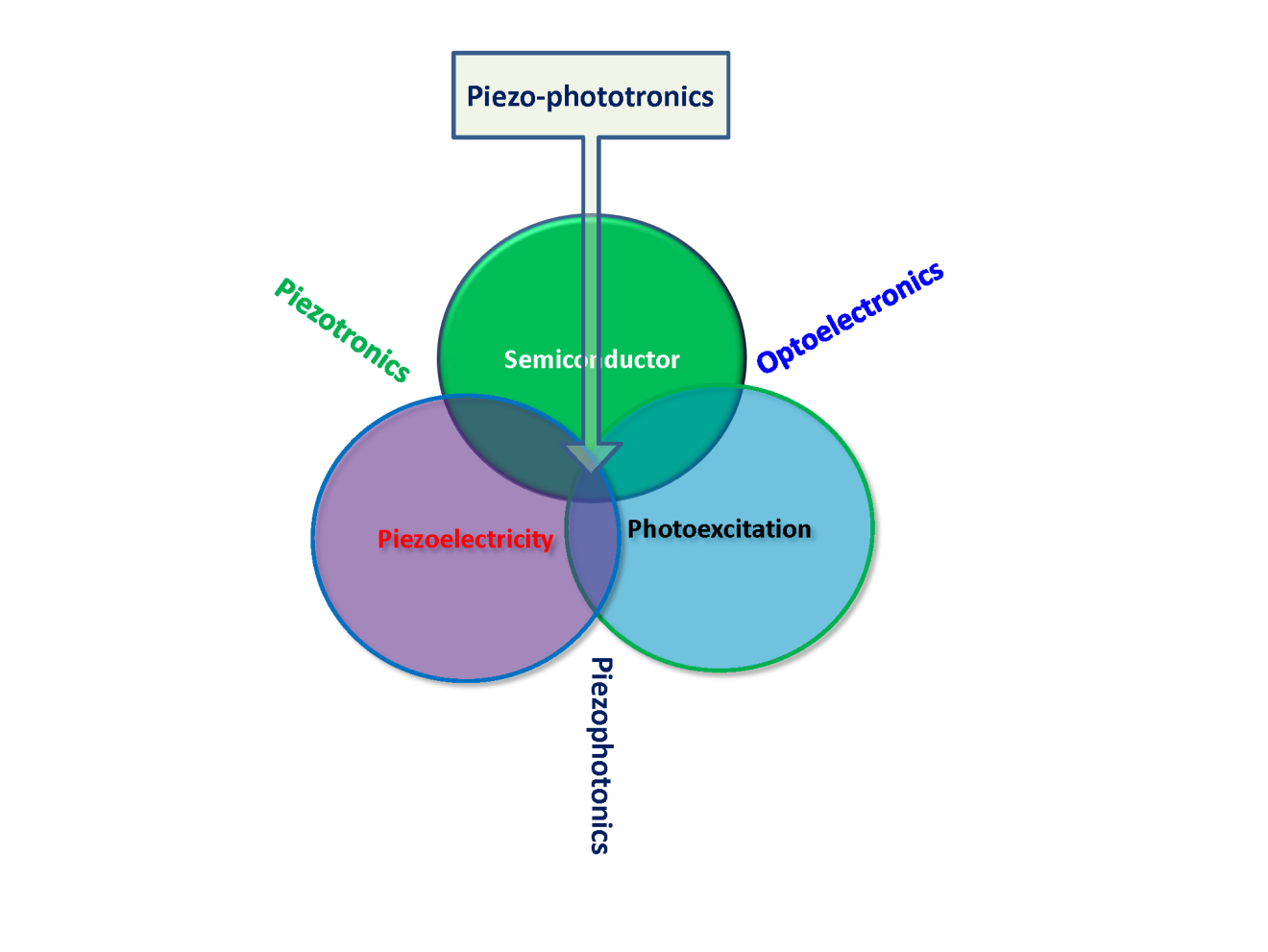
显示压电效应，光激发和半导体特性三者之间相互耦合的示意图。

由于材料具有非中心对称性，例如纤锌矿结构的氧化锌、氮化镓和氮化铟，当在材料上施加一个应力时，在晶体中会产生一个压电电势。由于同时具有压电特性和半导体特性，在晶体中产生的压电电势会对载流子的传输过程产生很强的影响。通常，基本的压电电子器件的构造可以分成两个类型。在这里我们以纳米线为例。 对于第一类，压电纳米线被放置在一个柔性的衬底上，两个顶端用电极固定。在这种情况下，当衬底被弯曲，纳米线会被纯粹的拉伸或者压缩。压电电势将会沿着纳米线的轴向分布。它会改变接触区域的电场或者肖特基势垒的高度。在一侧接触引入的正的压电电势将会降低肖特基势垒的高度，而在另一侧接触引入的负的压电电势将会提高势垒的高度。因此电子传输特性将会被改变。对于第二类压电电子器件，纳米线的一端用电极固定，而另一端是自由的。在这种情况下，当在纳米线的自由端施加一个力，对其进行弯曲，压电电势将会垂直于纳米线的轴向分布。引入的压电电势是垂直于电子传输方向的，就好像在传统场效应晶体管中所施加的门电压一样。因此，电子传输特性将会被改变。用于压电电子学的材料应该是压电半导体材料， 例如氧化锌，氮化镓和氮化铟。压电效应，光激发和半导体特性之间三者的耦合是压电电子学（压电效应-半导体特性耦合），压电光子学（压电效应-光子激发耦合），光电子学和压电光电子学（压电效应-半导体特性-光激发耦合）的基础。这些耦合效应的核心是压电材料中产生的压电电势。